# تاي كوب (محامي)
تاي كوب (بالإنجليزية: Ty Cobb)‏ هو محامي أمريكي، ولد في 1951 في غريت بيند في الولايات المتحدة.